# Cytherella dictyon
Cytherella dictyon is een mosselkreeftjessoort uit de familie van de Cytherellidae. De wetenschappelijke naam van de soort is voor het eerst geldig gepubliceerd in 1989 door Malz & Jellinek.